# Ausrufung der Unabhängigkeit von Osttimor 1975

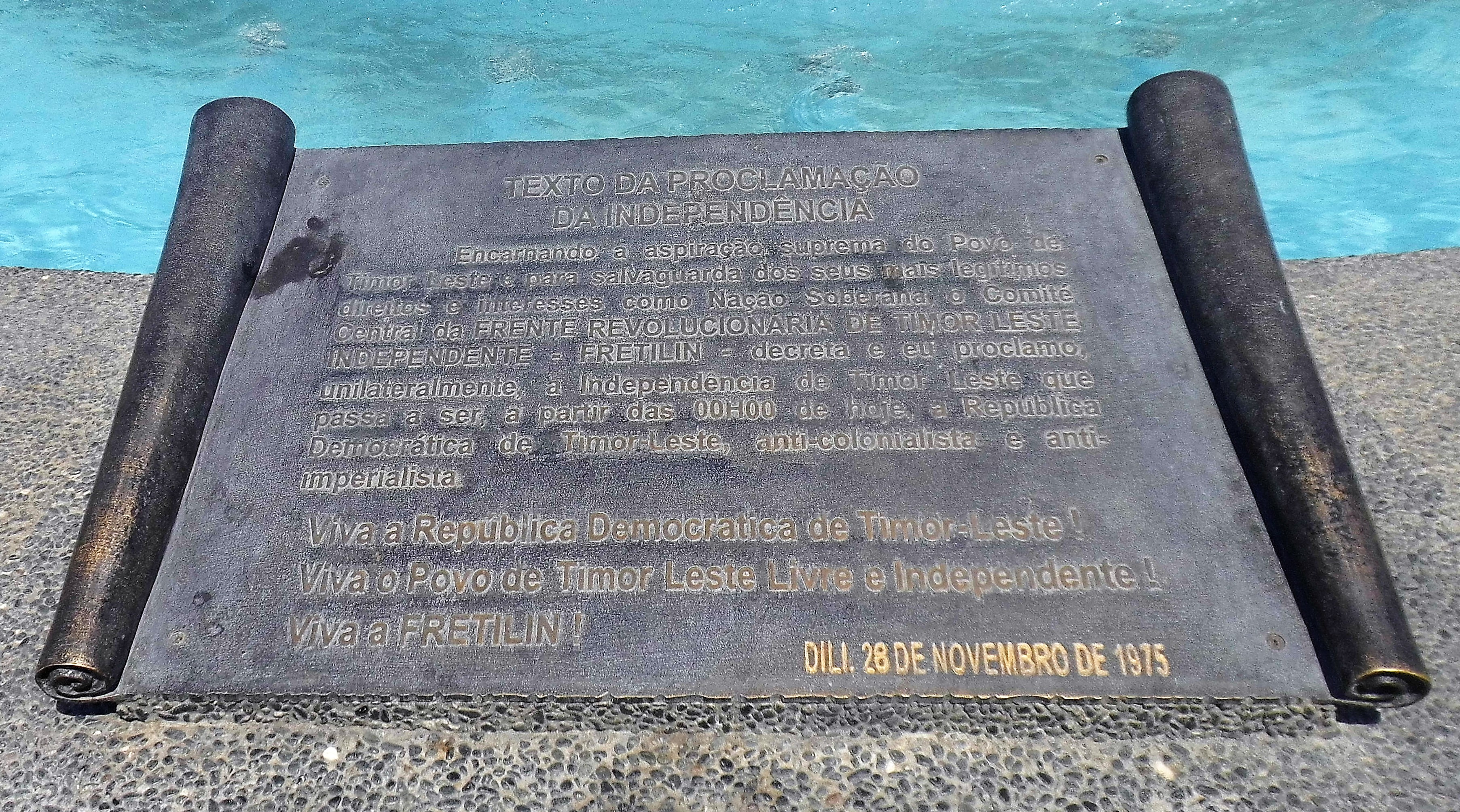
Text der Unabhängigkeitsproklamation am Denkmal für Francisco Xavier do Amaral

Am 28. November 1975 erfolgte die erste Unabhängigkeitserklärung Osttimors.  Die linksgerichtete FRETILIN erklärte einseitig die Unabhängigkeit Portugiesisch-Timors unter der Bedrohung durch eine indonesische Invasion, in der Hoffnung auf internationale Hilfe. Neun Tage später erfolgte der Angriff Indonesiens auf die osttimoresische Hauptstadt Dili.

## Hintergrund
Die FRETILIN hatte sich im August 1975 im Bürgerkrieg gegen die União Democrática Timorense (UDT) durchgesetzt. Da sich der portugiesische Gouverneur Mário Lemos Pires mit der Administration auf die Dili vorgelagerte Insel Atauro zurückgezogen hatte, übernahm die FRETILIN die Kontrolle über die Kolonie. Aufrufe der FRETILIN, nach Dili zurückzukehren, um den 1974 begonnenen Prozess der Entkolonisierung weiterzuführen, wurden ignoriert. Pires fehlten Anweisungen aus Lissabon. Anhänger der UDT und der pro-indonesischen APODETI waren in das indonesische Westtimor geflohen.
Indonesien hatte bereits in den Monaten zuvor versucht, die Kolonie zu destabilisieren und die UDT zum Putschversuch am 10. August aufgestachelt, was zum Bürgerkrieg gegen die FRETILIN führte. Nach der Niederlage der UDT begann Indonesien in der Operation Flamboyan militärisch in Portugiesisch-Timor zu operieren und, getarnt als Kämpfer von UDT und APODETI die Grenzgebiete zu besetzen. Die FRETILIN und ihr militärischer Arm, die Forças Armadas de Libertação Nacional de Timor-Leste (FALINTIL), leisteten Widerstand. Im November waren bereits mehrere osttimoresische Orte unter der Kontrolle der Indonesier. Die FRETILIN bat ein letztes Mal am 25. Oktober den portugiesischen Gouverneur auf Atauro zurückzukehren. Die Anfrage blieb unbeantwortet.
Am 1. Und 2. November trafen sich die Außenminister Indonesiens und Portugals nochmals in Rom, mehr als eine allgemeine Erklärung kam dabei aber nicht raus. Man sprach sich erneut für eine geordnete Entkolonisierung unter portugiesischer Führung und unter Teilnahme aller Parteien aus. Die FRETILIN lehnte aber eine Beteiligung der UDT und vor allem Indonesiens ab. Die Realität, dass Indonesien bereits Teile der Kolonie besetzt hielt, wurde ignoriert. Man sah sich durch Portugal betrogen.
Zudem hatte die FRETILIN das Problem, nun verantwortlich für die Verwaltung der Kolonie zu sein, aber keine internationale Legitimation dafür zu haben. So fehlte ein Ersatz für die als Zentralbank dienende Banco Nacional Ultramarino (BNU), die aber für den Außenhandel und die nationale Wirtschaft notwendig war.

## Vorbereitungen

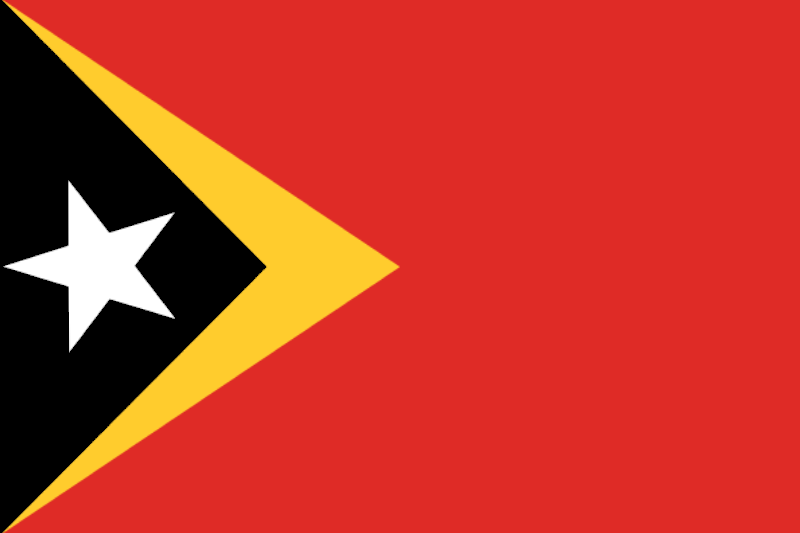
Flagge Osttimors in der Variante von 1975

Im November reiste eine FRETILIN-Delegation nach Afrika, um Unterstützung für eine einseitige Ausrufung der Unabhängigkeit zu suchen. Zu der Delegation gehörten die Mitglieder des Zentralkomitees der FRETILIN (CCF) Marí Bin Amude Alkatiri und César Mau Laka. Bei ihrer Rückkehr in der dritten Novemberwoche konnten sie berichten, dass 25 Staaten eine Anerkennung der Unabhängigkeit zugesagt hätten, darunter die Volksrepublik China, die Sowjetunion, Sambia, Mosambik, Tansania, Guinea-Bissau, Angola, Kap Verde, São Tomé und Príncipe, Nordkorea, Nordvietnam, Südvietnam, Kambodscha, Rumänien, die Niederlande, die Deutsche Demokratische Republik, Schweden, Algerien, Kuba, Norwegen und Brasilien. Kurz darauf beschloss man im CCF den Schritt zur Unabhängigkeitserklärung. Geplant war sie zunächst für den 1. Dezember, dem Tag an dem Portugal seine Unabhängigkeit von der spanischen Herrschaft (1580–1640) feierte.
Am 24. November startete die FRETILIN einen Appell an den Weltsicherheitsrat, um den Rückzug der indonesischen Truppen zu erzwingen. Sie forderte die Entsendung von UN-Friedenstruppen. Eine Antwort der Vereinten Nationen blieb aus, weswegen man sich in Osttimor nun völlig isoliert sah.
In Atabae hielten FALINTIL-Kämpfer unter dem Kommando von Aquiles Freitas Soares bis zum 26. November die Stellung. Hier nutzte die indonesische Armee bereits Marine- und Luftwaffeneinheiten, um die Belagerten anzugreifen. Am 26. November gab die FALINTIL Atabae auf und am Morgen des 28. Novembers marschierten die Indonesier ein. Für die FRETILIN war dies das endgültige Signal zur Ausrufung der Unabhängigkeit, da man sich als unabhängiger Staat mehr Unterstützung durch die Vereinten Nationen erhoffte. Man wollte als De-facto-Herrscher unter nomineller portugiesischer Oberhoheit Indonesien kein Machtvakuum bieten, in das es weiter vorstoßen konnte. Statt am 1. Dezember, entschloss man sich nun noch am selben Tag die Unabhängigkeit auszurufen. Alkatiri erklärte später, man befürchtete, dies sonst nicht mehr in der Hauptstadt selbst tun zu können. Eiligst wurde der Text der Proklamation verfasst und die von Natalino Leitão in der Nacht zuvor entworfene neue Nationalflagge genäht. Aufgrund der knappen Zeit konnten auch nicht alle Parteigrößen an der Zeremonie teilnehmen.

## Tag der Unabhängigkeitserklärung

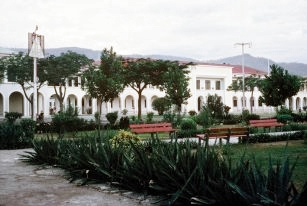
Ort der Unabhängigkeitserklärung: Der Regierungspalast

Am Nachmittag des 28. Novembers versammelten sich etwa 2000 Menschen vor dem Regierungspalast in Dili. Truppen der FALINTIL zogen in Tarnuniformen und Halstüchern in den Farben ihrer Einheiten in einer Parade vorbei. Francisco Xavier do Amaral, der Präsident der FRETILIN, fuhr mit dem schwarzen Mercedes-Benz des portugiesischen Gouverneurs vor. Um 17.55 Uhr wurde die Flagge Portugals vom FALINTIL-Kommandanten Jaime Camacho Amaral eingeholt und Rosa Bonaparte entrollte die neue Flagge Osttimors, die dann gesetzt wurde. Dann folgte eine Schweigeminute für „alle, die in den letzten Monaten in ganz Osttimor in antikolonialen Kriegen gestorben sind“. Zur Totenehrung wurde eine Kanone zwanzigmal abgefeuert, dann verlas Amaral auf Portugiesisch die Proklamation der Unabhängigkeit:

„Encarnando a aspiração suprema do Povo de Timor-Leste e para salvaguarda dos seus mais legítimos direitos e interesses como Nação Soberana, o Comité Central da Frente Revolucionária de Timor-Leste Independente – FRETILIN – decreta e eu proclamo, unilateralmente, a Independência de Timor-Leste que passa a ser, a partir das 00H00 de hojo, a República Democrática de Timor-Leste, anti-colonialista e anti-imperialista. Viva a República Democrática de Timor-Leste! Viva o Povo de Timor-Leste Livre e Independente! Viva a FRETILIN!“

„Entsprechend dem größten Wunsch des Volkes von Osttimor und zum Schutz der legitimen nationalen Souveränität hat das Zentralkomitee der Revolutionären Front für die Unabhängigkeit Osttimors – FRETILIN – beschlossen, die Unabhängigkeit Osttimors einseitig auszurufen. Für heute 0.00 Uhr erklären wir die Geburt der antikolonialen und anti-imperialistischen Nation der Demokratischen Republik Osttimor. Lang lebe die Demokratische Republik Osttimor! Lang lebe das freie und unabhängige Osttimor! Lang lebe die FRETILIN!“

## Folgen

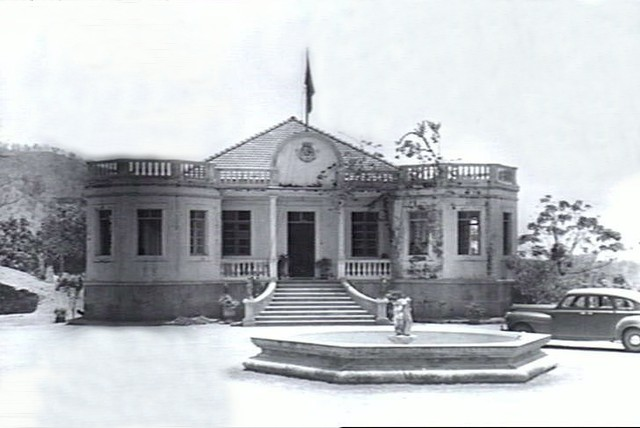
Palácio de Lahane

Nach der Proklamation wurde Pátria, die neue Nationalhymne angestimmt. Vom Kommunikationszentrum Marconi aus wurde die Nachricht der Unabhängigkeit der Demokratischen Republik Osttimor (portugiesisch República Democrática de Timor-Leste, tetum Repúblika Demokrátika Timor Lorosa'e) RDTL in die Welt gesendet. Direkt danach rief man die internationale Staatengemeinschaft um Hilfe gegen die Invasion an. Die Unabhängigkeit wurde von insgesamt zwölf Staaten anerkannt, neben ehemaligen portugiesischen Kolonien wie Angola, Kap Verde, Guinea-Bissau, Mosambik oder São Tomé und Príncipe, auch von der Volksrepublik China (als einzigem ständigen Mitglied des Weltsicherheitsrates), Kuba, Nord- und Südvietnam. Portugal, Indonesien, Australien, die Vereinigten Staaten und die Vereinten Nationen verweigerten aber die Anerkennung.
Francisco Xavier do Amaral wurde am 29. November vom CCF zum ersten Staatspräsident Osttimors ernannt. Der designierte Verteidigungsminister Rogério Lobato verlas die Verfassung Osttimors. Die 55 Artikel waren nur wenige Tage zuvor niedergeschrieben worden. Am 1. Dezember wurde das Regierungskabinett im Palácio de Lahane vereidigt und Nicolau dos Reis Lobato vom CCF zum Premierminister ernannt.

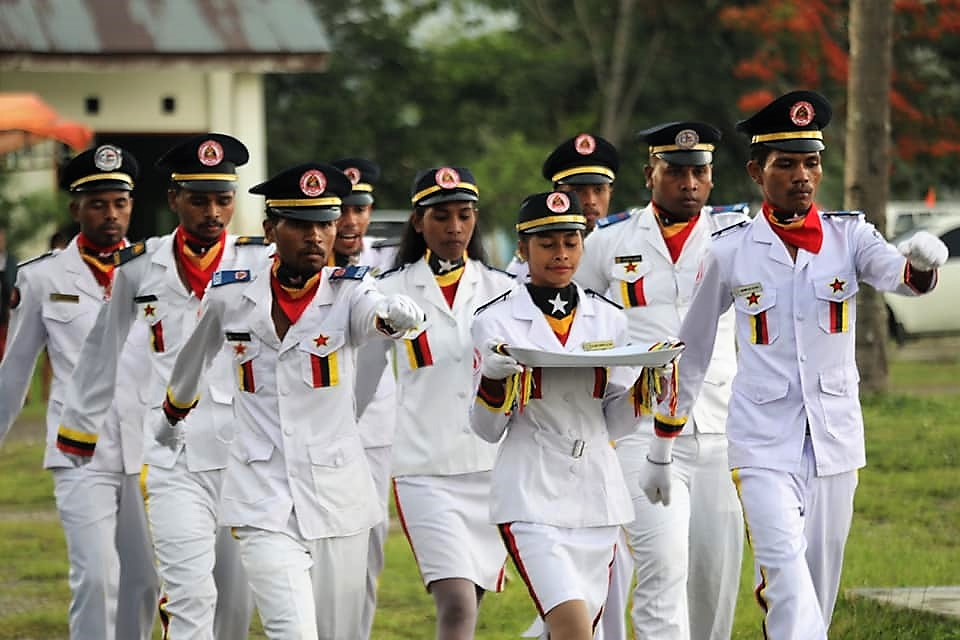
Feierlichkeiten zum Proklamationstag in Gleno (2020)

Indonesien reagierte mit der Meldung, die Führer der anderen vier osttimoresischen Parteien UDT, APODETI, KOTA und Arbeiterpartei hätten am 30. November 1975 die sogenannte Balibo-Deklaration unterzeichnet. In ihr wurde ebenfalls die Unabhängigkeit von Portugal erklärt sowie der Anschluss des Landes an Indonesien. Die Deklaration, eine Ausarbeitung des indonesischen Geheimdienstes, wurde allerdings auf Bali und nicht in Balibo unterzeichnet, wohl auf Druck der indonesischen Regierung. Die Unterzeichner waren mehr oder weniger Gefangene Indonesiens. Der FRETILIN-Angehörige Xanana Gusmão nannte das Papier die „Balibohong Declaration“, ein Wortspiel mit dem indonesischen Wort für „Lüge“. Portugal erkannte auch diese Erklärung nicht an.
Am 7. Dezember 1975 landeten indonesische Truppen in Dili und begannen nun offen mit der Besetzung des Landes. Bis 1999 dauerte der Krieg, dann kam Osttimor unter UN-Verwaltung. Am 20. Mai 2002 wurde Osttimor in die Unabhängigkeit entlassen. Der 28. November ist als Proklamationstag nationaler Feiertag.